# Alicia Miyares
Alicia Miyares Fernández (Arriondas, Asturias; 30 de abril de 1963) es una filósofa y escritora feminista destacada por sus trabajos sobre igualdad y política, educación y derechos de ciudadanía. Doctora en Filosofía por la Universidad de Oviedo. Desde diciembre de 2020 es profesora en la Universidad Nacional de Educación a Distancia( UNED) en el Departamento de Filosofía Moral y Política.

## Biografía
Nacida en Arriondas (Asturias), estudió Filosofía y Letras en la Universidad de Oviedo. Se licenció en 1986 y se doctoró en 1990 con una tesis sobre La filosofía de Nietzsche, dirigida por Amelia Valcárcel.
De 1993 a 1995 fue jefa de gabinete de la Consejería de Educación y Cultura del Gobierno de Asturias con Amelia Valcarcel al frente de la consejería.
En 2006 trasladó su residencia a Madrid y se incorporó como consejera técnica a la Unidad de Igualdad "Mujer y Ciencia" del Ministerio de Educación y Ciencia (2006-2008).
De 2008 a 2011 fue asesora del gabinete de la vicepresidenta primera del Gobierno (2008-2011) con María Teresa Fernández de la Vega.
De 2012 a 2020 fue profesora de enseñanza secundaria. Desde diciembre de 2020 es profesora en la UNED en el Departamento de Filosofía Moral y Política.
También es integrante del Consejo Rector del Instituto Asturiano de la Mujer y secretaria de la Asociación Española de Filosofía María Zambrano.

## Pensamiento
Sus líneas de investigación son los aspectos sociales, políticos y morales del siglo XIX y su repercusión en la historia del feminismo; el feminismo como filosofía política; y la democracia actual y su perfeccionamiento.
Especialista en políticas de igualdad y participación política, forma parte del proyecto de investigación El camino hacia la paridad, de la Universidad de Oviedo. Ha publicado numerosos trabajos sobre la representación política de las mujeres en las instituciones y las repercusiones de la aplicación de las cuotas en los partidos políticos, demostrando con cifras cómo los cambios impiden a las diputadas consolidar el liderazgo en sus grupos y cómo ―denuncia Miyares― «los varones son insustituibles y las mujeres son intercambiables».
En "La paridad como derecho" (2007) donde analiza la situación del Congreso de Diputados en sus primeras siete legislaturas.
Miyares argumenta el carácter eminentemente democrático de la paridad como principio de igualdad y recuerda
que para poder hablar de democracia plena no solo han de cumplirse los criterios de voto individualizado, diversidad
de partidos y períodos electorales, sino corregir también los fallos de representatividad.
La paridad garantiza el derecho civil de las mujeres a ser electas y también a representar políticamente a la ciudadanía, no es una concesión a la representatividad de las mujeres que dependa del voluntarismo de los partidos políticos, es un derecho que no puede ser alterado dependiendo de las circunstancias políticas exactamente igual que el derecho al voto y, por ello debe ser registrado como un derecho constitucional de las mujeres.
En el año 2003 publica Democracia feminista. Propone una democracia feminista que pueda reemplazar los dos modelos democráticos operantes en Occidente (la democracia liberal y la democracia social). Para Miyares, el liberalismo no puede tomar en cuenta a la mujer porque su idea de la persona se basa en la propiedad, y el marxismo no considera a la mujer como una clase social. Intenta reconciliar la libertad y la igualdad al declarar que para un feminismo político una defensa de la igualdad tiene que ser al mismo tiempo una defensa de la libertad, y que toda igualdad es libertad mientras que toda desigualdad es una falta de libertad.
Defiende que el feminismo es una teoría política con el mismo sentido de transformación de la realidad que tuvieron el liberalismo y la socialdemocracia.
Otro de los focos de trabajo de Miyares es la incidencia de la religión en los derechos de las mujeres. Denuncia que la religión se sustenta en valores predemocráticos (la fe, la esperanza y la caridad) premisas desde la que no se puede organizar una sociedad democrática.

### Vientres de alquiler
Alicia Miyares ha expresado en múltiples ocasiones su opinión sobre vientres de alquiler también conocido como gestación subrogada, La filósofa expresa su pensamiento sobre este asunto apoyándose en el feminismo.
Junto a otras filósofas y constitucionalistas, como Amelia Valcárcel y Victoria Camps, entre otras, y con el respaldo de una parte del movimiento feminista, se une a la voz del manifiesto No somos vasijas en el año 2015, en el cual se reivindica que la mujer no ha de ser tratada como una fábrica de productos para terceros y, más allá, se condenan las ataduras de las que, tras firmar un contrato, es víctima la mujer y su carencia de potestad sobre las decisiones tomadas alrededor de la vida de la niña o el niño, entre otras muchas cosas. A este movimiento se han sumado también las filosófas Ana de Miguel, Alicia Puleo o la socióloga Soledad Murillo.

## Activismo y controversias

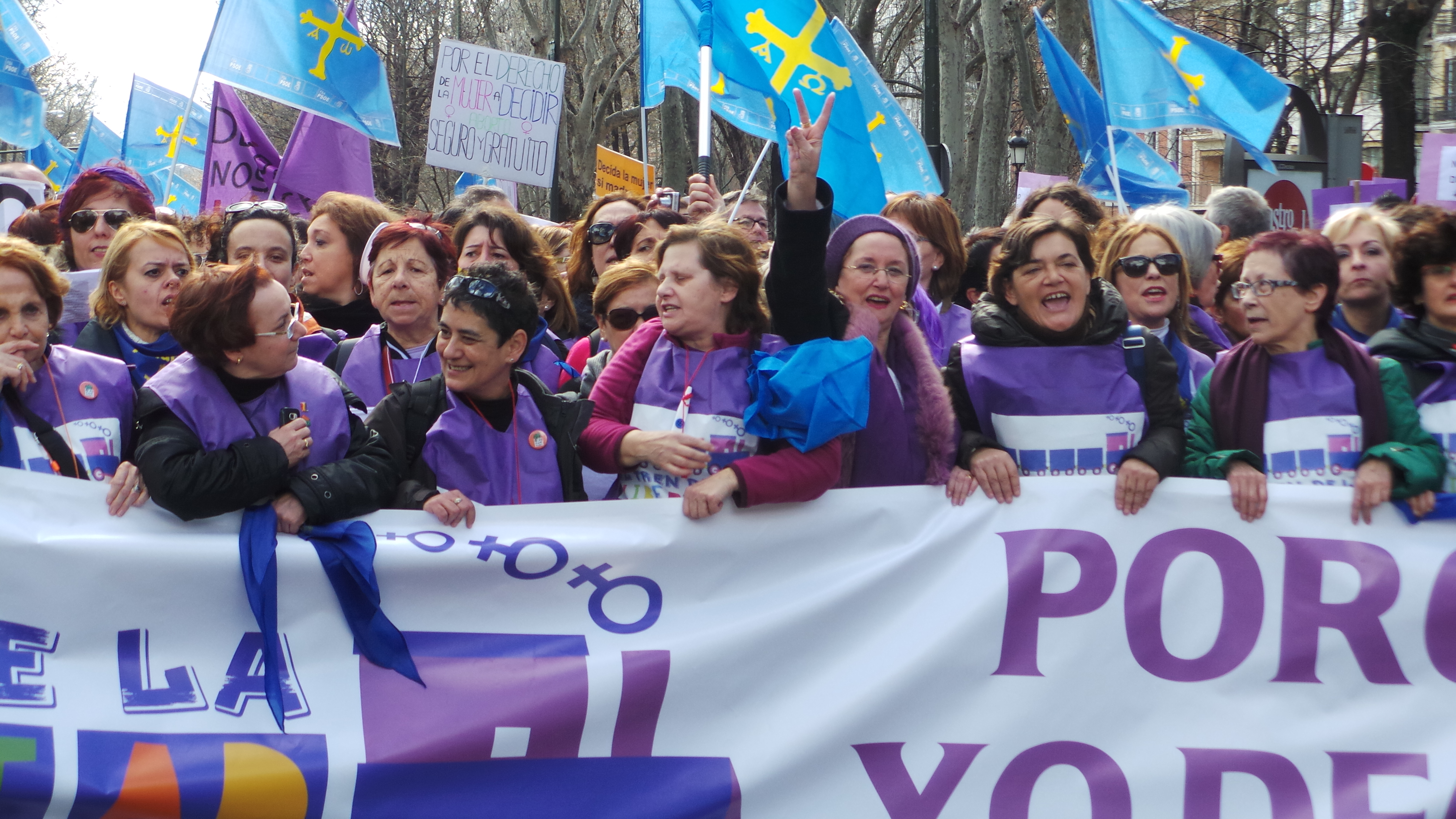
Alicia Miyares en la manifestación de "El Tren de la Libertad"; 1 de febrero de 2014.

En su trayectoria ha combinado la teoría con el activismo político.
Fue autora del manifiesto Porque yo decido entregado en el Congreso de Diputados durante la manifestación del "Tren de la Libertad" organizada en Madrid el 1 de febrero de 2014 en contra de los cambios de la ley del aborto en España que defendía el ministro Gallardón. Por este texto, fue reconocida en 2016 con el premio Comadre de Oro especial por la Tertulia Feminista Les Comadres.
Desde 2019 ha realizado distintas intervenciones pública en contra de la ley trans española,así como comentarios polémicos acerca de las personas trans. Ha sido citada habitualmente como una de las caras visibles del feminismo TERF en España, el cual considera que las mujeres trans no son mujeres y no deben formar parte del movimiento feminista.

## Publicaciones

### Capítulos de libros
- 2016: Sin género de dudas. Rosa María Rodríguez Magda (ed.), Biblioteca Nueva, 2015. La revancha del patriarcado, pp. 115-135.
- 2012: «Modelos de democracia», en Roberta Johnson y María Teresa de Zubiaurre (coordinadoras): Antología del pensamiento feminista español: (1726-2011), 2012, ISBN 978-84-376-3000-7.
- 2011: «Laicismo: mujeres, Iglesia católica y educación», en Aprender sin dogmas: enseñanza laica para la convivencia, Europa Laica, ISBN 978-8493755263.
- 2008: «Educación y sexualidad», en Rosa Cobo Bedía (coord.): Educar en la ciudadanía: perspectivas feministas, ISBN 978-84-8319-346-4.
- 2008: «Democracia participativa, ciudadanía de las mujeres y paridad», en Hacia una agenda iberoamericana por la igualdad, ISBN 978-84-323-1358-5.
- 2006: «Multiculturalismo, coeducación y ciudadanía», en Rosa Cobo (coord.): Interculturalidad, feminismo y educación. La Catarata.
- 2005: «El sufragismo», en Celia Amorós y Ana de Miguel (coord.): Sufragismo y teoría feminista, de la Ilustración a la globalización I, Minerva, ISBN 8488123531.
- 1994: «El sufragismo» en Celia Amorós (coord.): Historia de la teoría feminista, Instituto de Investigaciones Científicas.

### Libros
- 2003: Democracia feminista, Cátedra.
- 2002: Nietzsche o la edad de la comparación, Trabe.
- 2021: Distopías patriarcales. Análisis feminista del "generismo Queer", Cátedra ISBN 978-84-376-4201-7
- 2022: Delirio y misoginia trans: Del sujeto transgénero al transhumanismo, Catarata.
- 2025: 50 años de feminismo en España y América Latina, coordinado con Ana de Miguel, monográfico en Cuestiones de género: de la igualdad y la diferencia, ISSN digital 2444-0221. Seminario Interdisciplinar de Estudios de las Mujeres de la Universidad de León[23]

### Artículos
- 2011: «Derechos sexuales y reproductivos de las mujeres en América Latina», en la revista Pensamiento iberoamericano, n.º 9, 2011 (ejemplar dedicado a feminismo, género e igualdad). ISSN 0212-0208.
- 2008: «El avance de España en políticas de igualdad», en Le Monde diplomatique en español, n.º 152, ISSN 1888-6434.
- 2007: «La paridad como derecho», en la revista Labrys, n.º 10. Ana de Miguel (coord.): Dossier España.
- 2002: «Réquiem de la mujer», introducción
- 1999: «El manifiesto de Séneca Falls» Archivado el 23 de noviembre de 2015 en Wayback Machine., en revista Leviatán, n.º 75. ISSN 0210-6337[24]
- 1997: introducción del libro La Biblia de la mujer, Cátedra.
- 1995: «La década del “tú mismo”», en revista Leviatán.
- 1994: «Los buenos sentimientos», en revista Deva.
- 1990: «El discurso del poder: la igualdad», en revista Leviatán, n.º 41, ISSN 0210-6337.

## Premios
- 2016: premio Comadre de Oro especial, otorgado por la Tertulia Feminista Les Comadres
- 2016: premio Escola de Pensament feminista "Amelia Valcárcel"[25]
- 2018: Premio Feminista de Honor en la XXI Edición de los Premios Mujeres Progresistas 2018, otorgado por la Federación de Mujeres Progresistas.[26]